# Kung Fu Panda (відеогра)
Kung Fu Panda (укр. Панда Кунг-Фу) — відеогра, за мотивами однойменного фільму. Гра була випущена на різних платформах у червні 2008 року. Мова йде про шлях великої панди на ім'я По до статовлення Воїном Дракона.

## Геймплей
Гра призначена в основному для дітей і базується на однойменному фільмі. Гравці спочатку контролюють По, який відрізняється від фільму тим, що він володіє базовим рівнем майстерності в бойових мистецтвах з самого початку, що дозволяє йому брати участь у бою. На додачу до бойових та завдань зі стрибками, підтримка балансу є ще одним важливим елементом гри, який знадобиться По, наприклад, для перетину вузькоканатних доріг, перебування на рухомих платформах і для рульового управління човном через небезбечні річки. Протягом усієї гри гравець збільшує навички По, додаючи різні нові методи боротьби та спеціальні рухи, хоча в деяких частинах гри гравець повинен буде завершити місію іншим персонажем.
Зібравши певну кількість монет до кінця кожного рівня, гравець має можливість купити удосконалення рухів та здоров'я По, а також різні набори нового спорядження. Зрештою, прогресуючи у грі, гравець зможе і розблокувати інших персонажів, у тому числі Майстра Шифу та членів Несамовитої П'ятірки (команда елітних бійців, кожен зі своїм бойовим стилем та міні-грою). На додачу, під час боротьби гравець зможе використовувати предмети та зброю.
Перед кожним новим рівнем, По оповідає продовження історії, у той час як слова його прокручуються на екрані.
Гра також включає в себе багатокористувацький режим з новими рівнями та персонажами. Крім того, в грі є нові боси, зокрема Велика Горила, сестри Ву та Безіменний. Гравець також може збирати фігурки Несамовитої П'ятірки та рідкісні монети і використовувати їх, щоб розблокувати предмети в додатковому меню (Extras Menu).

## Прийняття
Kung Fu Panda отримала безліч позитивних відгуків від критиків. Версія гри для Xbox 360 отримала 6,5/10 від GameSpot, рейтинг на Metacritic 75/100 на основі оцінок 42 критиків. Гра також набрала 7.5/10 на IGN, і отримала позитивний бал 8/10 від Game Informer.
У 2009 році вона здобула премію Енні у номінації «Найкраща анімована відеогра».

## Продовження
Продовження гри під назвою Kung Fu Panda: Legendary Warriors було розроблено для ігрових систем Wii та DS, і отримало змішані відгуки. Наступний сиквел, Kung Fu Panda 2: The Video Game, було випущено 24 травня 2011 для Kinect на Xbox 360, UDraw GameTablet для Wii, PlayStation 3 та Nintendo DS.